# 西大井站
西大井站（日语：／ Nishi-ōi eki */?）是一個位於東京都品川區西大井一丁目，屬於東日本旅客鐵道（JR東日本）的鐵路車站。

## 停靠路線
此站停靠的路線在軌道名稱上是東海道本線的支線，通稱「品鶴線」（詳情參見路線條目與鐵道路線的名稱），實際停靠的有橫須賀線列車與湘南新宿線的宇都宮線 - 橫須賀線直通列車、相鐵線直通列車（相鐵·JR直通線，上行列車直通埼京線），旅客導覽上沒有標示「東海道（本）線」與「品鶴線」。特定都區市內制度下屬於「東京都區內」，在橫須賀線、湘南新宿線、相鐵線直通上，此站是東京都區內的南限。
停靠此站的各路線都設有車站編號。
- 橫須賀線：東海道本線（經品鶴線），下行列車從大船站起行駛於線路名稱上的橫須賀線。上行列車多從東京站直通總武快速線。 - 車站編號「JO 16」
- 湘南新宿線：東海道本線（經品鶴線），西大井站為止與橫須賀線使用同一線路，經新宿站直通宇都宮線。 - 車站編號「JS 16」
- 相鐵線直通（相鐵·JR直通線）：東海道本線（經品鶴線），下行列車從東海道貨物線進入相模鐵道直通運轉，上行與湘南新宿線一樣往新宿站方向。 - 車站編號「JS 16」

## 历史
- 1929年（昭和4年）：開設品鶴線。
- 1969年（昭和44年）：日本國鐵向品川區提出將品鶴線旅客化的提案。
- 1972年（昭和47年）：品川區所屬的東京都第2區眾議院議員（5人，跨黨派）等人向運輸省和日本國鐵提出設置西大井站等5個支持將品鶴線旅客化的條件。
- 1973年（昭和48年）：品川區政府開出底線要求，要求日本國鐵出資興建車站、將鐵路高架化以解決平交道不能使用的問題以及解決噪音問題（稱為舊3條件），否則反對將品鶴線旅客化。
- 1975年（昭和50年）：日本國鐵反提案由地方出資興建車站，並獲品川區議會通過。雙方隨即簽署協議。
- 1978年（昭和53年）：品川區居民提告品川區政府，指區政府以公帑興建車站違憲。
- 1980年（昭和55年）
  - 2月12日：品川區議會決議反對品鶴線旅客化於該年10月開業。
  - 6月10日：法院裁定品川區居民勝訴，西大井站建設計劃暫時擱置。
  - 10月1日：品鶴線正式旅客化（SM分離），橫須賀線列車開始途徑品鶴線。
- 1983年（昭和58年）：開始建設西大井站，建設費用由第三部門出資。
- 1986年（昭和61年）4月2日：西大井站開業，只開辦客運服務。在武藏小杉站開業（2010年3月13日）前，一直是橫須賀線最新的車站。
- 1987年（昭和62年）4月1日：國鐵分割民營化，本站由JR東日本接手管理。
- 2001年（平成13年）11月18日：智能卡系統Suica正式投入服務。
- 2001年（平成13年）12月1日：湘南新宿線開業。
- 2007年（平成19年）
  - 2月19日：設置劃位車票自動售票機。
  - 3月12日：本站的綠色窗口關閉。
  - 3月23日：本站的升降機投入服務。
- 2019年（令和元年）11月30日：相鐵·JR直通線開始運行，本站為停車站[2]。平日早晨往新宿方向列車導入女性專用車，為本站首次。

## 車站構造
西大井站是一個高架車站，月台位於新幹線高架軌道的正下方，採用2面2線的對向式月台設計。
本站位於舊山手貨物線的連接線分岐點（蛇窪信號場）南側位置。
由於是武藏小杉站方向往品川站（橫須賀線）與往大崎站（湘南新宿線、相鐵線直通）兩方向的分岐站，因此列為兩線轉乘站。另外，從本站來往大崎站，無論實際搭乘路線為何，皆以經品川站的距離計算車資，若從本站經大崎站往山手線品川方向時，以西大井 - 品川（ - 田町方向）計算車資。
現為業務委託站（委託給JR東日本車站服務）。綠色窗口在指定席售票機設置後結束營業。

### 月台配置
| 月台 | 路線                  | 方向 | 目的地                     |
| ---- | --------------------- | ---- | -------------------------- |
| 1    | 橫須賀線              | 下行 | 橫濱、逗子、久里濱方向     |
| 1    | 相铁线直通            | 下行 | 羽泽横滨国大、海老名方向   |
| 2    | 橫須賀·總武線（快速） | 上行 | 品川、東京、千葉、成田方向 |
| 2    | 埼京線直通            | 上行 | 新宿、武藏浦和、大宮方向   |
| 2    | 湘南新宿線            | 北行 | 新宿、大宮、宇都宮方向     |

（來源：JR東日本:車站構內圖 （页面存档备份，存于））

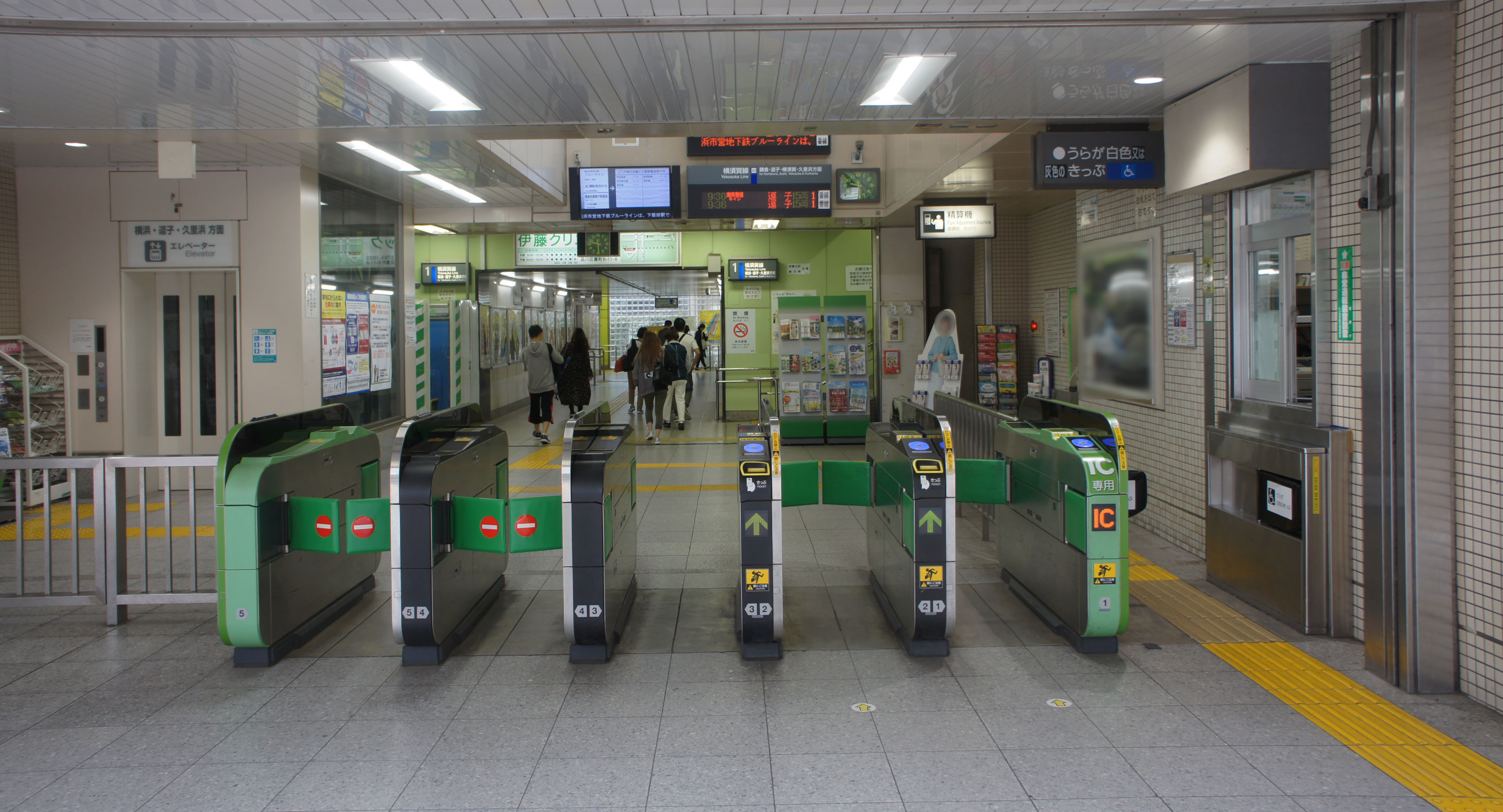
閘口（2019年6月）
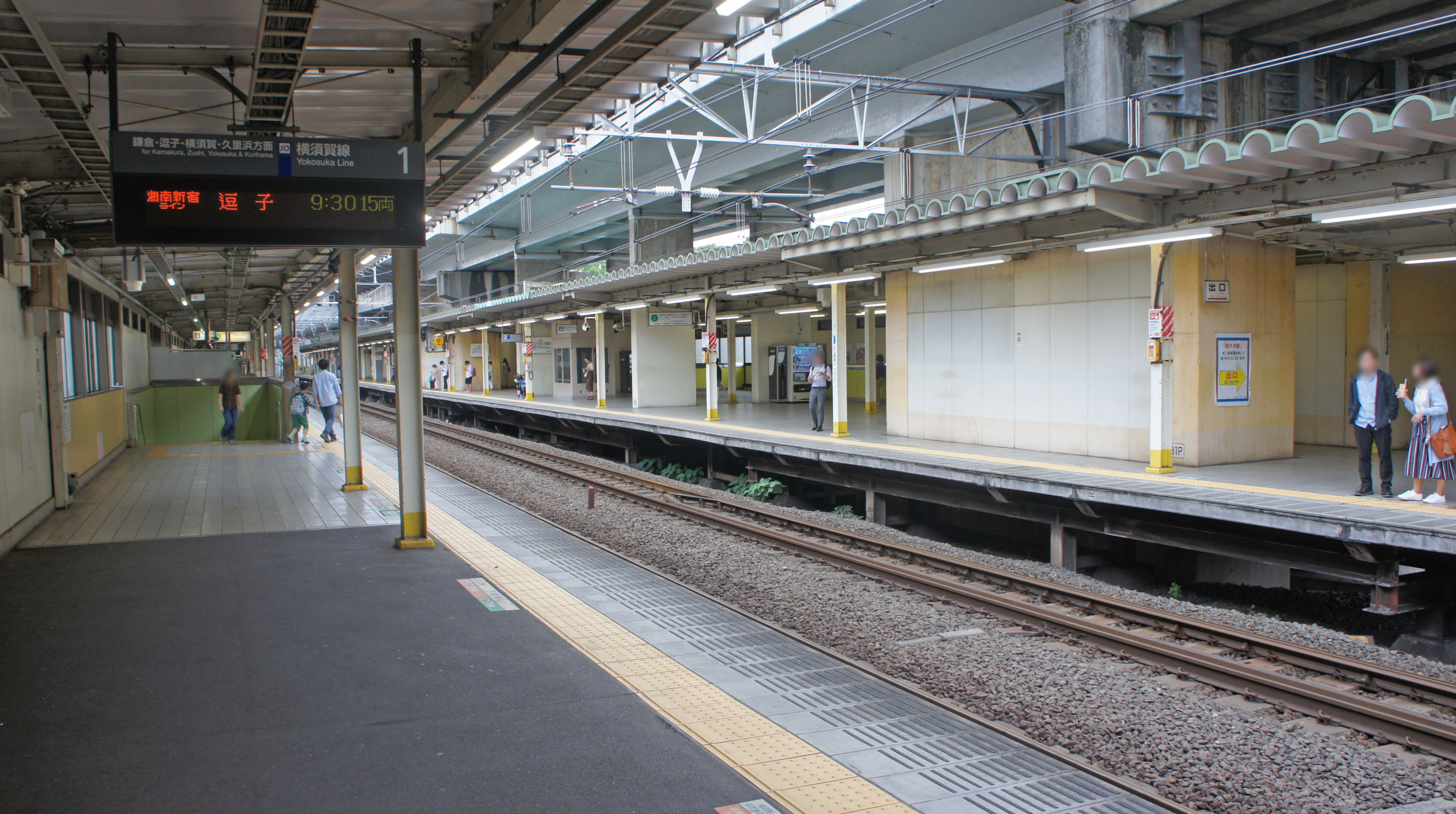
月台（2019年6月）
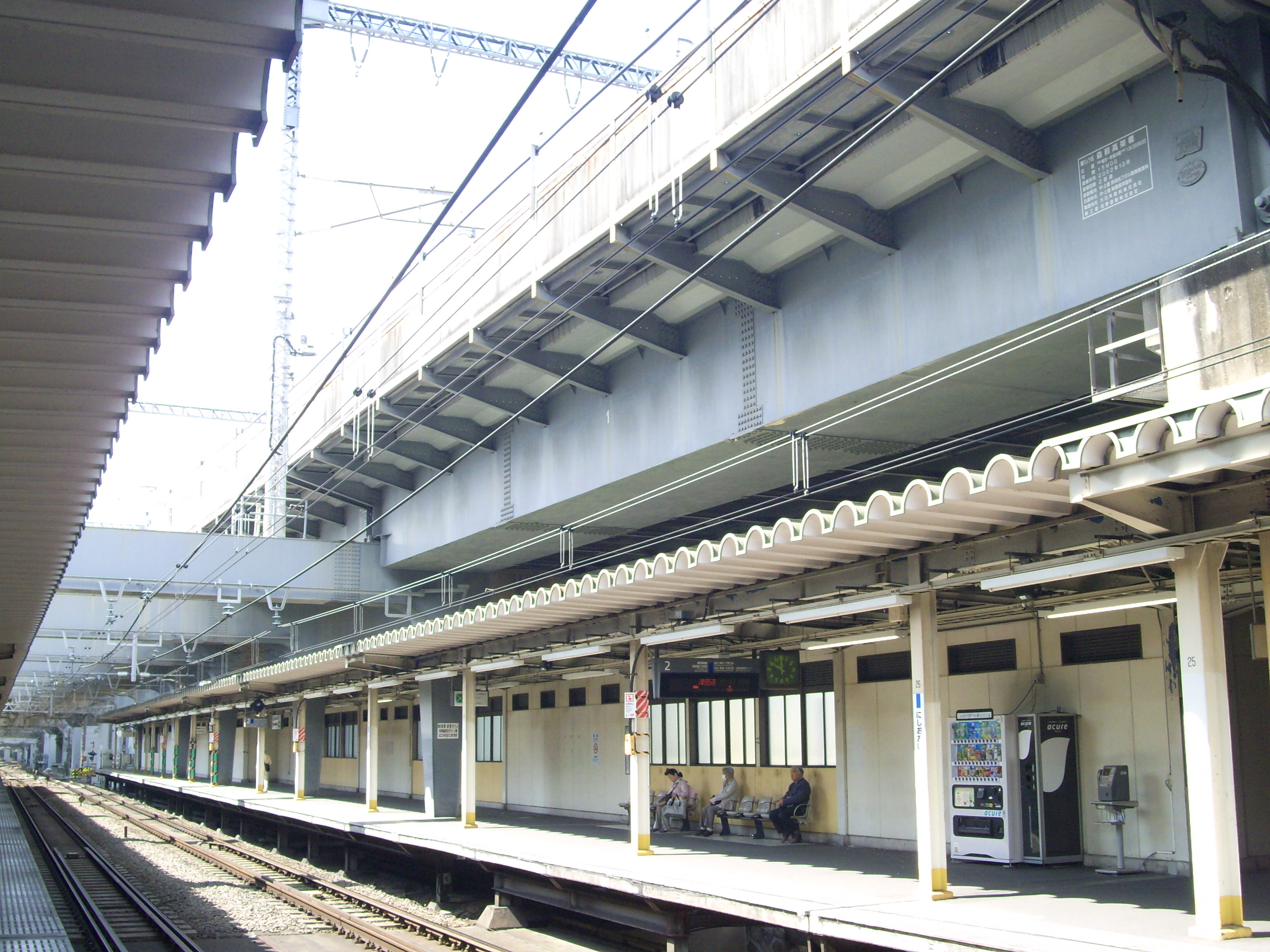
月台上方是新幹線高架橋

## 使用情況
2019年（令和元年）度的1日平均上車人次為16,028人。
東京都區內的JR車站當中次於綾瀨站，使用人數排行倒數第8。
近年的推移如下表。
| 年度               | 1日平均 上車人次 | 來源     |
| ------------------ | ---------------- | -------- |
| 1986年（昭和61年） | 5,017            | [ * 1 ]  |
| 1987年（昭和62年） | 6,612            | [ * 2 ]  |
| 1988年（昭和63年） | 7,745            | [ * 3 ]  |
| 1989年（平成元年） | 8,616            | [ * 4 ]  |
| 1990年（平成02年） | 9,485            | [ * 5 ]  |
| 1991年（平成03年） | 10,085           | [ * 6 ]  |
| 1992年（平成04年） | 10,748           | [ * 7 ]  |
| 1993年（平成05年） | 10,888           | [ * 8 ]  |
| 1994年（平成06年） | 10,844           | [ * 9 ]  |
| 1995年（平成07年） | 10,831           | [ * 10 ] |
| 1996年（平成08年） | 10,995           | [ * 11 ] |
| 1997年（平成09年） | 10,914           | [ * 12 ] |
| 1998年（平成10年） | 10,677           | [ * 13 ] |
| 1999年（平成11年） | 10,470           | [ * 14 ] |
| 2000年（平成12年） | 10,420           | [ * 15 ] |
| 2001年（平成13年） | 10,640           | [ * 16 ] |
| 2002年（平成14年） | 11,174           | [ * 17 ] |
| 2003年（平成15年） | 11,692           | [ * 18 ] |
| 2004年（平成16年） | 12,406           | [ * 19 ] |
| 2005年（平成17年） | 13,116           | [ * 20 ] |
| 2006年（平成18年） | 13,715           | [ * 21 ] |
| 2007年（平成19年） | 14,035           | [ * 22 ] |
| 2008年（平成20年） | 14,143           | [ * 23 ] |
| 2009年（平成21年） | 14,064           | [ * 24 ] |
| 2010年（平成22年） | 14,501           | [ * 25 ] |
| 2011年（平成23年） | 14,743           | [ * 26 ] |
| 2012年（平成24年） | 15,150           | [ * 27 ] |
| 2013年（平成25年） | 15,483           | [ * 28 ] |
| 2014年（平成26年） | 15,127           | [ * 29 ] |
| 2015年（平成27年） | 14,905           | [ * 30 ] |
| 2016年（平成28年） | 15,167           | [ * 31 ] |
| 2017年（平成29年） | 15,473           | [ * 32 ] |
| 2018年（平成30年） | 15,833           | [ * 33 ] |
| 2019年（令和元年） | 16,028           |          |

備註
1. ↑  1986年4月2日開業。開業日起至翌年3月31日為止合計364日間集計資料。

## 車站周邊
車站周邊有大井町站、下神明站、中延站各路線，是十分便利的幽靜住宅區。車站東側的尼康大井製作所在2017年尚未決定拆除後的計畫。
史跡
- 伊藤博文公墓所
- 養玉院如來寺（日语：養玉院）
- 品川區　元祿八年銘道標
- 大井·原之水神池

公共設施
- 大井第三地域中心
- 大井警察署（日语：大井警察署）西大井地域安全中心
- 品川區兒童中心伊藤
- 品川區兒童中心富士見台
- 西大井創業支援中心
- 品川區立大井圖書館
- 品川區立二葉圖書館

教育機關
- 小野學園小學校（日语：小野学園小学校）
- 品川區立富士見台中學校（日语：品川区立冨士見台中学校）
- 品川區立伊藤小學校（日语：品川区立伊藤小学校）
- 品川區立上神明小學校（日语：品川区立上神明小学校）
- 品川區立豐葉之杜學園（日语：品川区立豊葉の杜学園）
- 品川翔英中學、高等學校（日语：品川翔英中学・高等学校）
- 青稜中學校、高等學校（日语：青稜中学校・高等学校）
- 朋優學院高等學校（日语：朋優学院高等学校）

郵局、金融機關
- 品川西大井二郵便局
- 品川西大井五郵便局
- 瑞穗銀行西大井出張所 (ATM)
- 城南信用金庫（日语：城南信用金庫）西大井支店
- さわやか信用金庫（日语：さわやか信用金庫）大井支店
- 目黑信用金庫（日语：目黒信用金庫）二葉支店

企業
- 尼康大井製作所
- 尼康系統（日语：ニコンシステム）

其他
- CORE STARE西大井購物中心
- J TOWER西大井

商店
- 原町商店會
- 西大井站前購物中心
- 伊藤町商店會
- 山王銀座商店會
- 丸悅（日语：マルエツ）petit西大井站前店
- 文化堂（日语：文化堂）西大井店
- 丸正（日语：丸正チェーン商事）二葉町店
- 松本清西大井站前店

## 巴士路線

### 西大井站
站前圓環有巴士站。以下路線由東急巴士荏原營業所運行。
2號乘車處
- <井05> 往大井町站

### 西大井站入口
位於站前圓環附近的道路上。以下路線由東急巴士荏原營業所運行。
1號乘車處
- <井01> 往荏原營業所

2號乘車處
- <井01> 往大井町站

### 荏原營業所
位於徒步圈內。以下路線由東急巴士荏原營業所運行。
1號乘車處
- <井01> 往大井町站

2號乘車處
- <反01>、<反02> 往五反田站

3號乘車處
- <反01> 往川崎站LAZONA廣場
- <反02> 往池上警察署
- <森02> 往荏原町站入口、大森操車場 ※往荏原町站入口僅早晨，往大森操車場僅早晨

## 相鄰車站
東日本旅客鐵道（JR東日本）
 橫須賀線
品川（JO 17）－（舊目黑川信號場）－（舊蛇窪信號場）－西大井（JO 16）－武藏小杉（JO 15）
 湘南新宿線
■特別快速、■快速（所有列車直通高崎線）
通過
■普通（直通宇都宮線）
大崎（JS 17）－（舊蛇窪信號場）－西大井（JS 16）－武藏小杉（JS 15）
  相鐵線直通（相鐵·JR直通線）
■各站停車
大崎（JS 17）－（舊蛇窪信號場）－西大井（JS 16）－武藏小杉（JS 15）
※舊目黑川信號場與舊蛇窪信號場被視為大崎站結構一部分。

### 使用情況
JR東日本1日平均使用人數
1. ↑  各駅の乗車人員 （页面存档备份，存于） - JR東日本

JR東日本2000年度以後的上車人次
1. ↑  各駅の乗車人員（2000年度） （页面存档备份，存于） - JR東日本
2. ↑  各駅の乗車人員（2001年度） （页面存档备份，存于） - JR東日本
3. ↑  各駅の乗車人員（2002年度） （页面存档备份，存于） - JR東日本
4. ↑  各駅の乗車人員（2003年度） （页面存档备份，存于） - JR東日本
5. ↑  各駅の乗車人員（2004年度） （页面存档备份，存于） - JR東日本
6. ↑  各駅の乗車人員（2005年度） （页面存档备份，存于） - JR東日本
7. ↑  各駅の乗車人員（2006年度） （页面存档备份，存于） - JR東日本
8. ↑  各駅の乗車人員（2007年度） （页面存档备份，存于） - JR東日本
9. ↑  各駅の乗車人員（2008年度） （页面存档备份，存于） - JR東日本
10. ↑  各駅の乗車人員（2009年度） （页面存档备份，存于） - JR東日本
11. ↑  各駅の乗車人員（2010年度） （页面存档备份，存于） - JR東日本
12. ↑  各駅の乗車人員（2011年度） （页面存档备份，存于） - JR東日本
13. ↑  各駅の乗車人員（2012年度） （页面存档备份，存于） - JR東日本
14. ↑  各駅の乗車人員（2013年度） （页面存档备份，存于） - JR東日本
15. ↑  各駅の乗車人員（2014年度） （页面存档备份，存于） - JR東日本
16. ↑  各駅の乗車人員（2015年度） （页面存档备份，存于） - JR東日本
17. ↑  各駅の乗車人員（2016年度） （页面存档备份，存于） - JR東日本
18. ↑  各駅の乗車人員（2017年度） （页面存档备份，存于） - JR東日本
19. ↑  各駅の乗車人員（2018年度） （页面存档备份，存于） - JR東日本
20. ↑  各駅の乗車人員（2019年度） （页面存档备份，存于） - JR東日本

JR東日本的統計資料
1. ↑  東京都統計年鑑 （页面存档备份，存于） - 東京都
2. ↑  品川区の統計 （页面存档备份，存于） - 品川区

東京都統計年鑑
1. ↑  .   [2020-07-30]. （原始内容存档于2016-03-05）.
2. ↑  .   [2018-02-14]. （原始内容存档于2015-06-29）.
3. ↑  .   [2018-02-14]. （原始内容存档于2016-03-05）.
4. ↑  .   [2018-02-14]. （原始内容存档于2016-03-05）.
5. ↑  .   [2018-02-14]. （原始内容存档于2016-03-05）.
6. ↑  .   [2018-02-14]. （原始内容存档于2016-03-05）.
7. ↑  .   [2018-02-14]. （原始内容存档于2013-08-15）.
8. ↑  .   [2018-02-14]. （原始内容存档于2013-02-03）.
9. ↑  .   [2018-02-14]. （原始内容存档于2013-02-03）.
10. ↑  .   [2018-02-14]. （原始内容存档于2013-02-03）.
11. ↑  .   [2018-02-14]. （原始内容存档于2013-02-03）.
12. ↑  .   [2018-02-14]. （原始内容存档于2016-03-04）.
13. ↑  東京都統計年鑑（平成10年）PDF
14. ↑  東京都統計年鑑（平成11年）PDF
15. ↑  .   [2018-02-14]. （原始内容存档于2016-03-04）.
16. ↑  .   [2018-02-14]. （原始内容存档于2016-03-04）.
17. ↑  .   [2018-02-14]. （原始内容存档于2017-07-29）.
18. ↑  .   [2018-02-14]. （原始内容存档于2017-07-29）.
19. ↑  .   [2018-02-14]. （原始内容存档于2017-07-29）.
20. ↑  .   [2018-02-14]. （原始内容存档于2017-07-29）.
21. ↑  .   [2018-02-14]. （原始内容存档于2017-07-29）.
22. ↑  .   [2018-02-14]. （原始内容存档于2017-07-29）.
23. ↑  .   [2018-02-14]. （原始内容存档于2017-07-29）.
24. ↑  .   [2018-02-14]. （原始内容存档于2016-03-26）.
25. ↑  .   [2018-02-14]. （原始内容存档于2016-03-27）.
26. ↑  .   [2018-02-14]. （原始内容存档于2016-03-25）.
27. ↑  .   [2018-02-14]. （原始内容存档于2016-03-27）.
28. ↑  .   [2018-02-14]. （原始内容存档于2016-03-22）.
29. ↑  .   [2018-02-14]. （原始内容存档于2017-07-30）.
30. ↑  .   [2018-02-14]. （原始内容存档于2018-11-09）.
31. ↑  .   [2020-07-30]. （原始内容存档于2019-05-02）.
32. ↑  .   [2020-07-30]. （原始内容存档于2019-12-03）.
33. ↑  .   [2020-07-30]. （原始内容存档于2020-08-04）.

## 外部連結
- 車站資訊（西大井）：東日本旅客鐵道

35°36′7″N 139°43′19″E / 35.60194°N 139.72194°E